# Coenotephria incultaria
Coenotephria incultaria är en fjärilsart som beskrevs av Herrich-Schäffer 1848. Coenotephria incultaria ingår i släktet Coenotephria och familjen mätare. Inga underarter finns listade i Catalogue of Life.